# Spelektor pictus
Spelektor pictus är en insektsart som beskrevs av Edward L. Mockford 1984. Spelektor pictus ingår i släktet Spelektor och familjen Prionoglarididae. Inga underarter finns listade i Catalogue of Life.